# Élections à la Junte générale de la principauté des Asturies de 2015
Les élections à la Junte générale de la principauté des Asturies de 2015 (en espagnol : Elecciones a la Junta General del Principado de Asturias de 2015) se tiennent le dimanche 24 mai 2015, afin d'élire les 45 députés de la Xe législature de la Junte générale de la principauté des Asturies pour un mandat de quatre ans.

## Mode de scrutin
La Junte générale de la principauté des Asturies (Junta General del Principado de Asturias) est une assemblée parlementaire monocamérale constituée de 45 députés (diputados) élu pour une législature de quatre ans au suffrage universel direct selon les règles du scrutin proportionnel d'Hondt par l'ensemble des personnes résidant dans la communauté autonome où résidant momentanément à l'extérieur de celle-ci, si elles en font la demande.

### Convocation du scrutin
Conformément à l'article 25 du statut d'autonomie de 1981, la Junte générale est élue pour un mandat de quatre ans. L'article 15 de la loi électorale asturienne du 26 décembre 1986 précise que les élections sont convoquées au moyen d'un décret du président de la principauté des Asturies « dans les termes par la loi de régulation du régime électoral général » afin que le scrutin se tienne le quatrième dimanche du mois de mai.

### Nombre de députés par circonscription
Puisque l'article 25 du statut d'autonomie prévoit que la Junte générale se compose de 35 à 45 députés, l'article 12 de la loi électorale dispose que le nombre de parlementaires est fixé à 45 et attribue à chaque circonscription deux sièges, les 39 mandats restant étant distribués en fonction de la population provinciale. L'article 10 énonce effectivement que le territoire de la communauté autonome est divisé en trois circonscriptions : occidentale, centrale et orientale.
Le décret de convocation des élections, publié le 31 mars 2015, dispose que la circonscription centrale se voit attribuer 34 députés, la circonscription occidentale 6 députés et la circonscription orientale 5 députés.

### Présentation des candidatures
Peuvent présenter des candidatures, : 
- les partis et fédérations de partis inscrits auprès des autorités ;
- les coalitions de partis et/ou fédérations inscrites auprès de la commission électorale au plus tard dix jours après la convocation du scrutin ;
- les groupes d'électeurs bénéficiant du parrainage d'au moins 1 % des électeurs de la circonscription.

### Répartition des sièges
Seules les listes ayant recueilli au moins 3 % des suffrages exprimés dans une circonscription peuvent participer à la répartition des sièges à pourvoir dans cette circonscription, qui s'organise en suivant différentes étapes : 
- les listes sont classées en une colonne par ordre décroissant du nombre de suffrages obtenus ;
- les suffrages de chaque liste sont divisés par 1, 2, 3... jusqu'au nombre de députés à élire afin de former un tableau ;
- les mandats sont attribués selon l'ordre décroissant des quotients ainsi obtenus[3].

## Campagne

### Partis et chefs de file
| Formation politique | Formation politique                                                                         | Formation politique | Tête de liste                | Idéologie                                                 | Score en 2011              |
| ------------------- | ------------------------------------------------------------------------------------------- | ------------------- | ---------------------------- | --------------------------------------------------------- | -------------------------- |
|                     | Parti socialiste ouvrier espagnol (es) Partido Socialista Obrero Español                    | PSOE                | Javier Fernández (Président) | Centre gauche Social-démocratie, progressisme             | 32,8 % des voix 17 députés |
|                     | Forum des citoyens (es) Foro de Ciudadanos                                                  | FAC                 | Cristina Coto (es)           | Centre droit Conservatisme, régionalisme                  | 25,3 % des voix 12 députés |
|                     | Parti populaire (es) Partido Popular                                                        | PP                  | Mercedes Fernández (es)      | Centre droit Libéral-conservatisme, démocratie chrétienne | 22 % des voix 10 députés   |
|                     | Gauche unie des Asturies (es + ast) Izquierda Unida de Asturias-Izquierda Xunida d’Asturies | IU-IX               | Gaspar Llamazares            | Gauche Communisme, écosocialisme, républicanisme          | 14,1 % des voix 5 députés  |
|                     | Union, progrès et démocratie (es) Unión Progreso y Democracia                               | UPyD                | Adán Fernández Veiguela      | Centre Social-libéralisme, progressisme, centralisme      | 3,8 % des voix 1 député    |

### Sondages
| Institut/Commanditaire | Publication | PSOE | FAC  | PP   | IU-IX | UPyD | Podemos |
| ---------------------- | ----------- | ---- | ---- | ---- | ----- | ---- | ------- |
| Institut/Commanditaire | Publication |      |      |      |       |      |         |
| SyM Consulting         | 15/12/2013  | 27,8 | 16,4 | 15,2 | 13,2  | 14,5 | –       |
| RTPA                   | 27/07/2014  | 24,1 | 14,6 | 23,8 | 8,3   | 3,6  | 18,7    |
| El Digital de Asturias | 03/11/2014  | 22,8 | 19,3 | 16,2 | 5,2   | 2,8  | 18,5    |
| El Digital de Asturias | 11/12/2014  | 27,3 | 22,2 | 19,3 | 8,2   | 3,7  | 14      |

## Résultats

### Voix et sièges
|                          |                                                         |         |       |       |        |               |  |  |  |  |  |  |  |  |
| Parti                    | Parti                                                   | Voix    | %     | +/-   | Sièges | +/-           |  |  |  |  |  |  |  |  |
|                          | Parti socialiste ouvrier espagnol (PSOE)                | 143 851 | 26,99 | 5,57  | 14     | 3             |  |  |  |  |  |  |  |  |
|                          | Parti populaire (PP)                                    | 117 319 | 22,01 | 0,17  | 11     | 1             |  |  |  |  |  |  |  |  |
|                          | Podemos                                                 | 103 571 | 19,43 | Nv.   | 9      | 9             |  |  |  |  |  |  |  |  |
|                          | Gauche unie des Asturies (IU-IX)                        | 64 868  | 12,17 | 1,80  | 5      | en stagnation |  |  |  |  |  |  |  |  |
|                          | Forum des citoyens (FAC)                                | 44 480  | 8,34  | 16,82 | 3      | 9             |  |  |  |  |  |  |  |  |
|                          | Ciudadanos (Cs)                                         | 38 687  | 7,26  | Nv.   | 3      | 3             |  |  |  |  |  |  |  |  |
|                          | Union, progrès et démocratie (UPyD)                     | 4 358   | 0,82  | 2,98  | 0      | 1             |  |  |  |  |  |  |  |  |
|                          | Parti animaliste contre la maltraitance animale (PACMA) | 3 975   | 0,75  | 0,46  | 0      | en stagnation |  |  |  |  |  |  |  |  |
|                          | Sièges en blanc (EB)                                    | 3 442   | 0,65  | 0,18  | 0      | en stagnation |  |  |  |  |  |  |  |  |
|                          | Vox                                                     | 3 226   | 0,61  | Nv.   | 0      | en stagnation |  |  |  |  |  |  |  |  |
|                          | Equo                                                    | 1 986   | 0,37  | 0,15  | 0      | en stagnation |  |  |  |  |  |  |  |  |
|                          | Andecha Astur                                           | 990     | 0,19  | 0,05  | 0      | en stagnation |  |  |  |  |  |  |  |  |
|                          | Parti communiste des peuples d'Espagne (PCPE)           | 888     | 0,17  | 0,01  | 0      | en stagnation |  |  |  |  |  |  |  |  |
|                          | Autres partis                                           | 1 433   | 0,27  | -     | 0      | -             |  |  |  |  |  |  |  |  |
|                          |                                                         |         |       |       |        |               |  |  |  |  |  |  |  |  |
| Suffrages exprimés       | Suffrages exprimés                                      | 533 074 | 96,71 |       |        |               |  |  |  |  |  |  |  |  |
| Votes blancs             | Votes blancs                                            | 10 271  | 1,86  |       |        |               |  |  |  |  |  |  |  |  |
| Votes nuls               | Votes nuls                                              | 7 852   | 1,42  |       |        |               |  |  |  |  |  |  |  |  |
| Total                    | Total                                                   | 551 197 | 100   | -     | 45     | en stagnation |  |  |  |  |  |  |  |  |
| Abstention               | Abstention                                              | 436 860 | 44,21 |       |        |               |  |  |  |  |  |  |  |  |
| Inscrits / participation | Inscrits / participation                                | 988 057 | 55,79 |       |        |               |  |  |  |  |  |  |  |  |

#### Par circonscription
| Circonscription | Circonscription | Occidentale | Occidentale | Occidentale | Occidentale   | Centrale | Centrale | Centrale | Centrale      | Orientale | Orientale | Orientale | Orientale     |
| --------------- | --------------- | ----------- | ----------- | ----------- | ------------- | -------- | -------- | -------- | ------------- | --------- | --------- | --------- | ------------- |
|                 |                 |             |             |             |               |          |          |          |               |           |           |           |               |
| Sièges          | Sièges          | 6           | 6           | 6           | en stagnation | 34       | 34       | 34       | en stagnation | 5         | 5         | 5         | en stagnation |
|                 |                 |             |             |             |               |          |          |          |               |           |           |           |               |
|                 |                 | Nombre      | Nombre      | %           | %             | Nombre   | Nombre   | %        | %             | Nombre    | Nombre    | %         | %             |
| Inscrits        | Inscrits        | 122 880     | 122 880     | 100,00      | 100,00        | 779 382  | 779 382  | 100,00   | 100,00        | 85 795    | 85 795    | 100,00    | 100,00        |
| Abstentions     | Abstentions     | 58 923      | 58 923      | 47,95       | 47,95         | 333 756  | 333 756  | 42,82    | 42,82         | 44 186    | 44 186    | 51,50     | 51,50         |
| Votants         | Votants         | 63 957      | 63 957      | 52,05       | 52,05         | 445 626  | 445 626  | 57,18    | 57,18         | 41 609    | 41 609    | 48,50     | 48,50         |
| Blancs          | Blancs          | 1 477       | 1 477       | 2,31        | 2,31          | 7 858    | 7 858    | 1,76     | 1,76          | 936       | 936       | 2,25      | 2,25          |
| Nuls            | Nuls            | 1 323       | 1 323       | 2,07        | 2,07          | 5 685    | 5 685    | 1,28     | 1,28          | 844       | 844       | 2,03      | 2,03          |
| Exprimés        | Exprimés        | 61 157      | 61 157      | 95,62       | 95,62         | 432 088  | 432 088  | 96,96    | 96,96         | 39 829    | 39 829    | 95,72     | 95,72         |
|                 |                 |             |             |             |               |          |          |          |               |           |           |           |               |
| Partis          | Partis          | Voix        | %           | Sièges      | +/−           | Voix     | %        | Sièges   | +/−           | Voix      | %         | Sièges    | +/−           |
|                 | PSOE            | 22 216      | 36,33       | 3           | en stagnation | 108 202  | 25,04    | 9        | 3             | 13 433    | 33,73     | 2         | en stagnation |
|                 | PP              | 16 643      | 27,21       | 2           | en stagnation | 89 692   | 20,76    | 7        | en stagnation | 10 984    | 27,58     | 2         | 1             |
|                 | Podemos         | 8 889       | 14,53       | 1           | 1             | 89 291   | 20,67    | 7        | 7             | 5 391     | 13,54     | 1         | 1             |
|                 | IU              | 4 821       | 7,88        | 0           | en stagnation | 57 587   | 13,33    | 5        | en stagnation | 2 460     | 6,18      | 0         | en stagnation |
|                 | FAC             | 5 220       | 8,54        | 0           | 1             | 34 248   | 7,93     | 3        | 6             | 5 012     | 12,58     | 0         | 2             |
|                 | Cs              | 2 049       | 3,35        | 0           | en stagnation | 34 964   | 8,09     | 3        | 3             | 1 674     | 4,20      | 0         | en stagnation |
|                 | UPyD            | 231         | 0,38        | 0           | en stagnation | 3 942    | 0,91     | 0        | 1             | 185       | 0,46      | 0         | en stagnation |
|                 | Autres          | 1 088       | 1,78        | 0           | -             | 14 162   | 3,28     | 0        | -             | 690       | 1,73      | 0         | -             |